# ルイジアナ (戦艦)
| USS Louisiana (BB-19) | |
| 艦歴                  | |
| 発注:                 | |
| 起工:                 | 1903年2月7日 |
| 進水:                 | 1904年8月27日 |
| 就役:                 | 1906年6月2日 |
| 退役:                 | 1920年10月20日                                                                                                   |
| その後:               | スクラップとして売却                                                                                             |
| 性能諸元              | |
| 排水量:               | 16,000 t (16,260 t)                                                                                              |
| 全長:                 | 454.3 ft (138.5 m)                                                                                               |
| 全幅:                 | 76.9 ft (23.4 m)                                                                                                 |
| 吃水:                 | 24.5 ft (7.5 m)                                                                                                  |
| 機関:                 | |
| 最大速:               | 18 ノット (33 km/h)                                                                                              |
| 航続距離:             | |
| 兵員:                 | 士官、兵員827名                                                                                                  |
| 兵装:                 | 12インチ砲4門、8インチ砲8門、 7インチ砲12門、3インチ砲20門、 3ポンド砲12門、1ポンド砲2門、 21インチ魚雷発射管4門 |
| 航空機:               | |
| モットー:             | |

ルイジアナ(USS Louisiana, BB-19)は、アメリカ海軍の戦艦。コネチカット級戦艦の2番艦。艦名はルイジアナ州にちなむ。その名を持つ艦としては3隻目。

## 艦歴
ルイジアナは1903年2月7日にバージニア州ニューポート・ニューズのニューポート・ニューズ造船所で起工し、1904年8月27日にジュアニータ・ラランデによって命名、進水、1906年6月2日に初代艦長アルバート・R・コウデン大佐の指揮下就役した。